# Palais der Apostolischen Nuntiatur

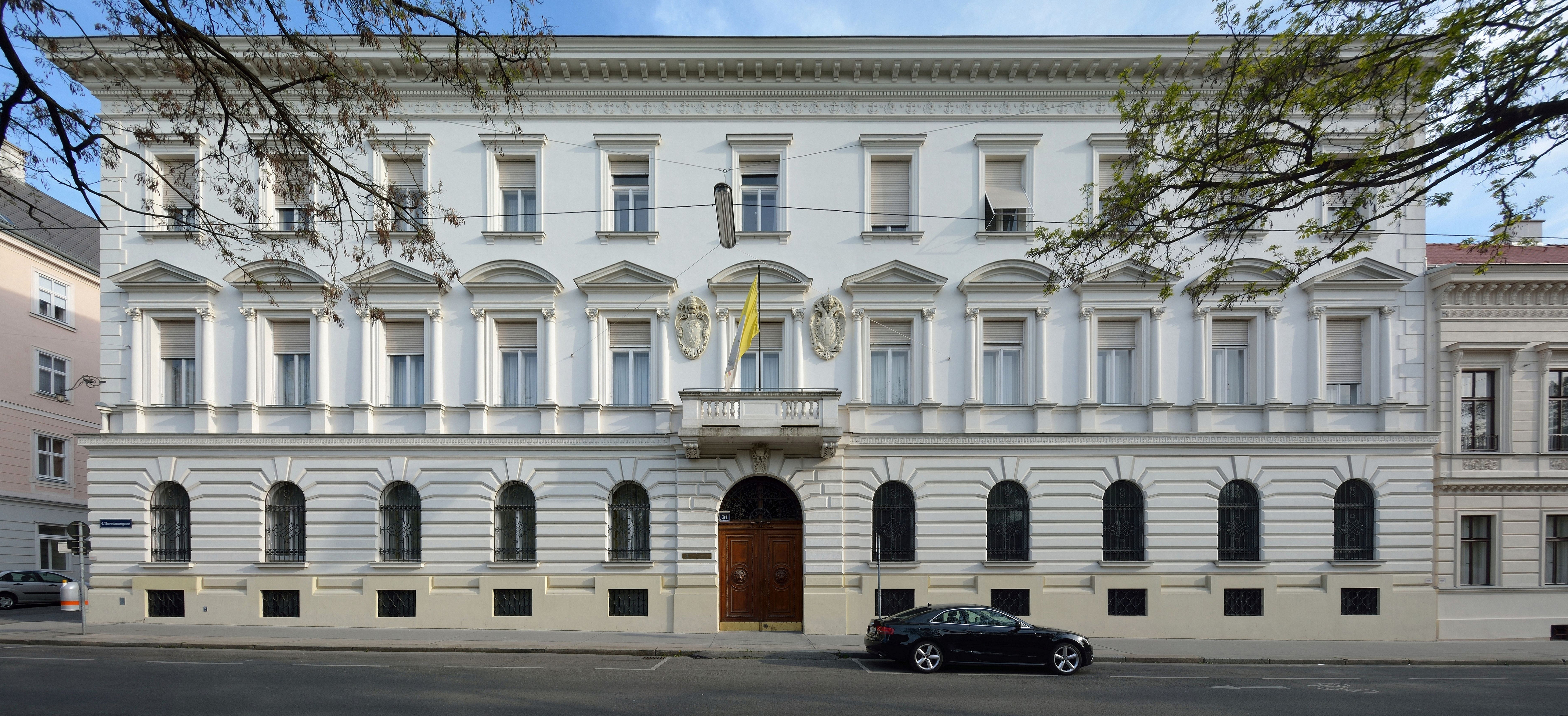
Das Palais der Apostolischen Nuntiatur Theresianumgasse 31

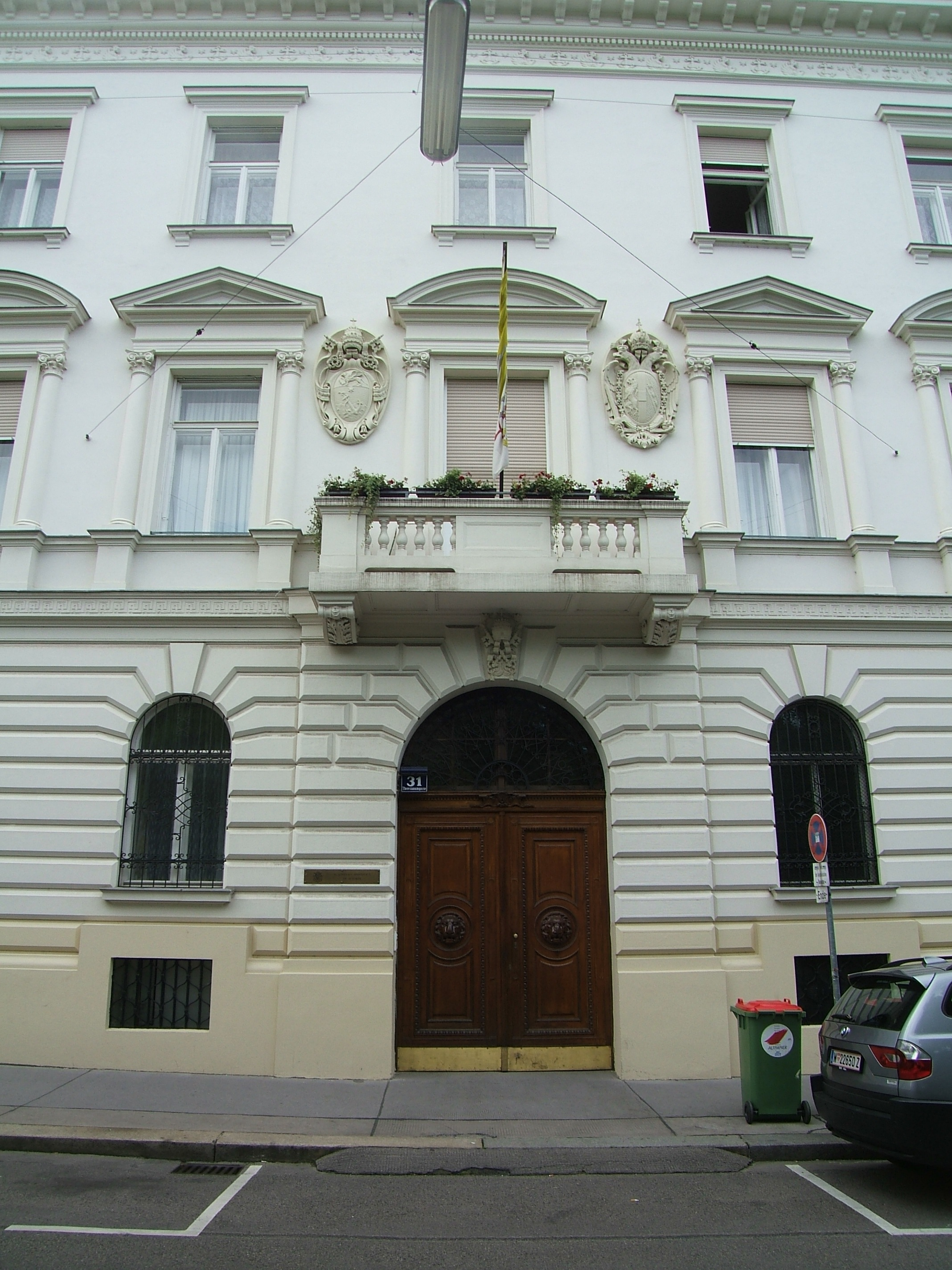
Portal in der Theresianumgasse

Das Palais der Apostolischen Nuntiatur befindet sich im 4. Wiener Gemeindebezirk Wieden an der Theresianumgasse 31 Ecke Viktorgasse.

## Geschichte
Das Gebäude wurde 1911–13 im Auftrag Papst Pius X. von Pietro Palumbo errichtet, da das ehemalige Palais Am Hof baufällig geworden war und abgerissen werden musste.

## Beschreibung
Das Palais ist im Stile eines römischen Renaissancebaus errichtet. Die Schauseite des dreigeschoßigen Baus mit einem rustizierten Sockel ist in die Theresianumgasse gerichtet. Die Fenster der Beletage wechseln mit Segment- und Dreiecksgiebel ab. Über dem Rundbogenportal und einem Balkon mit Balustrade sind das Wappen Papst Pius X. und das k. k. österreichische Staatswappen angebracht. An der Ecke zur Viktorgasse steht in der Höhe des ersten Stocks eine Madonnenfigur in einer Nische. Im Gebäude befindet sich eine Kapelle. In ihr befindet sich ein Glasgemälde von 1887, das die Hll. Martin und Gottfried von Tours zeigt. Dieses Gemälde stammt noch aus der ehemaligen Nuntiatur Am Hof.